# Lars Christiansen
Lars Christiansen (Sønderborg, 1972. április 18. –) egykori dán válogatott kézilabdázó, 1996-2010 között a német SG Flensburg-Handewitt játékosa. A 2008-as Európa-bajnokságon győztes dán válogatott vezéregyénisége. A 2002-es világ legjobb kézilabdázója szavazáson második helyezett lett Bertrand Gille mögött.Ő a dán kézilabda-válogatott szereplési-és gólrekordere.
1996-tól tizennégy éven át játszott az SG Flensburg-Handewitt színeiben, és az ez idő alatt lőtt 2111 góljával ő minden idők negyedik legeredményesebb játékosa. Szerződését 2007-ben meghosszabbította, 2010-ig, majd hazatért a Kolding csapatához.Technikailag sokszínű lövőképessége, és biztos hétméteres-értékesítő tudása tette őt gólveszélyes játékossá.
A dán válogatottban 1992. október 25-én mutatkozott be. A válogatottban szerzett 1503 góljával ő minden idők legeredményesebb dán kézilabdázója. A válogatottal a legnagyobb sikert a 2008-as Norvégiában, és a 2012-es Szerbiában rendezett Európa-bajnokságon aratta, ahol a dán válogatottal Európa-bajnok lett, emellett előbbi tornán kiérdemelte a társgólkirályi címet is Ivano Balić-csal és Nikola Karabatić-csal holtversenyben.
Felesége a szintén válogatott dán kézilabdázó Christina Roslyng, és egy közös fiuk is van, Frederik Roslyng Christiansen.

## Sikerei

### Válogatottban
- Világbajnokság: 3. helyezett: 2007
- Európa-bajnokság: győztes: 2008
  - 3. helyezett: 2002, 2004, 2006
  - 5. helyezett: 2010

### Klubcsapatban
- EHF Bajnokok Ligája: döntős: 2004, 2007
- EHF Kupagyőztesek Európa Kupája: győztes: 2001
- EHF-kupa: győztes: 1997
- Német bajnokság: győztes: 2004
- Német-kupa: 3-szoros győztes: 2003, 2004, 2005
- Dán bajnokság: 2-szeres győztes: 1993, 1994